# Mussolet de la Patagònia
El mussolet de la Patagònia (Glaucidium nana) és una espècie d'ocell de la família dels estrígids (Strigidae). Habita en boscos i matolls del sud de Xile i de l'Argentina fins Terra del Foc. El seu estat de conservació es considera de risc mínim.